# Solurskanon
En solurskanon, även solkanon, är en anordning som består av ett solur och en kanon. Kanonen har en stubin som tänds av en överhängande lins, som koncentrerar solstrålarna. Den får kanonen att avfyras mitt på dagen, när den är korrekt placerad vid en nord-sydlig axel. Kanonens storlek varierar från stor till liten beroende på var den används. Hushållsvarianten har använts i bostadsområden för att signalera tiden för lunch. Större storlekar har använts i europeiska parker för att signalera mitten på dagen.
Kanonerna användes av europeiska kungligheter under 1700-talet. Kanoner av denna typ finns utställda vid det nationella marinmuseet i Greenwich. Klockkompaniet Hamilton har en solurskanon som är tillverkad av Rousseau i Paris cirka 1650. Rousseaukanonen är monterad på ett solur av marmor och är tillverkad i mässing. Sultanen av Marocko äger också en som tillverkades av Baker & Sons i London.
På säteriet Adelsnäs utanför Åtvidaberg finns också en solurskanon som avfyras dagligen klockan 13:00 under sommarmånaderna.

## Historia
De tidigaste solurskanonerna användes i Europa under 1600-talet. I europeiska parker förekom solurskanoner under 1700- och tidigt 1800-tal. Kanon-lins-kombinationen fästes på ett solur. Solurskanoner har också använts ombord på skepp för att markera mitten av dagen. Miniatyriserade leksaksversioner av kanonerna såldes år 1979 som omonterade byggsatser av Dixie Gun Works.